# Nunda (Dakota del Sud)
Nunda és una població dels Estats Units a l'estat de Dakota del Sud. Segons el cens del 2000 tenia 47 habitants.

## Demografia
Segons el cens del 2000, Nunda tenia 47 habitants, 25 habitatges, i 13 famílies. La densitat de població era de 18,1 habitants per km².
Dels 25 habitatges en un 20% hi vivien nens de menys de 18 anys, en un 44% hi vivien parelles casades, en un 4% dones solteres, i en un 48% no eren unitats familiars. En el 44% dels habitatges hi vivien persones soles el 12% de les quals corresponia a persones de 65 anys o més que vivien soles. El nombre mitjà de persones vivint en cada habitatge era d'1,88 i el nombre mitjà de persones que vivien en cada família era de 2,62.
Per edats la població es repartia de la següent manera: un 19,1% tenia menys de 18 anys, un 2,1% entre 18 i 24, un 29,8% entre 25 i 44, un 36,2% de 45 a 60 i un 12,8% 65 anys o més.
L'edat mediana era de 44 anys. Per cada 100 dones de 18 o més anys hi havia 171,4 homes.
La renda mediana per habitatge era de 23.750 $ i la renda mediana per família de 26.875 $. Els homes tenien una renda mediana de 26.250 $ mentre que les dones 16.667 $. La renda per capita de la població era de 14.154 $. Cap de les famílies i el 9,6% de la població estaven per davall del llindar de pobresa.

## Poblacions més properes
El següent diagrama mostra les poblacions més properes.